# قائمة حلقات نيون جينيسيس إيفانجيليون
نيون جينيسيس إيفانجيليون هو مسلسل أنمي من إنتاج غايناكس. بدأ بثه على تلفزيون طوكيو في 4 أكتوبر 1995، وانتهى في 27 مارس 1996. قام محطة واواو بعرض المسلسل مرة أخرى في 2003. قام بالكتابة والإخراج هيدياكي أنّو وأنتج من قبل مشروع إيفا، الذي يشتمل على تلفزيون طوكيو ونيهون أي دي سيستمز (NAS). إيفانجيليون هو مسلسل ميكا أبوكاليبس تدور قصته حول معارك المنظمة الشبه عسكرية نيرف مع الكائنات المتوحشة الغريبة المسماة ملائكة، بشكل رئيسي مستعملة الميكا العملاقة المسماة إيفانجيليون، التي يقودها مراهقون مختارون، أحدهم هو بطل القصة.

## تاريخ البث
بعد إنتاج العديد من الحلقات، تم بث الحلقة الأولى في 4 أكتوبر 1995، بعد التخطيط الأصلي بفترة طويلة. بعد تجاهله في البداية (بالرغم من استقباله بشكل إيجابي من قبل معجبي غايناكس التي دُعوا لمشاهدة السيناريو الأولي)، بدأ عدد المشاهدين بالنمو ببطء وبشكل كبير بالتحادث بين المعجبين.
الحلقة السادسة عشرة علمت انتقالاً بارزاً قد يميز النصف الثاني من إيفانجيليون مما يجعله أكثر سيكولوجية عوضاً عن الأكشن والمغامرة. هذا التغيير في القصة كان إلى حد ما بسبب تطور القصة، ولكن أيضاً إلى حد ما بسبب هذه النقطة، بدأ الإنتاج بالإفلاس والتأخر عن الجدول؛ هذا الانهيار تحدد على الأقل من قبل واحد من عاملي غايناكس كدافع لتحول إيفانجيليون إلى صراع داخلي:
أنا لم أمانع ذلك. كان الجدول كارثة مطلقة وانخفضت أعداد الخلايا، لذا كانت هناك بعض الأماكن حيث عانت الجودة لسوء الحظ. مع ذلك، فجهد الطاقم عندما صرنا جميعاً أكثر يأساً وهيجاناً ظهر بشكل واضح في الفيلم … في الوقت الذي كان فيه نظام الإنتاج ينهار بالكامل، كانت هناك بعض الآراء للتأثير حيث، «إن لم نستطع أداء عمل مرضٍ، إذاً ما فائدة المتابعة؟» مع ذلك، لم أشعر بذاك الشعور. كان رأيي، «لماذا لا نريهم سير العملية بالكامل بما في ذلك انهيارنا.»
لكن مع ذلك، مع الوصول إلى الحلقة ال18، كان إحساساً كافياً بأن الثوران العنيف للوحدة-01 انتقد كونه «غير مناسب لنوع الأنمي الذي يشاهده الأطفال»، والحلقة 20، انتقدت بنفس الطريقة في التصوير الغير معروض لممارسة ميساتو وكاجي للجنس. مع هذه الشهرة أتى الترويج الأول، «جينيسيس 0:1» (المتضمن للحلقتين الأوليين)، ولكونه شائعاً، فقد بيع بالكامل. مع انتهاء المسلسل في 27 مارس 1996 بـ«اعتن بنفسك»، بقيت القصة غير مفهومة بين الكثير من المعجبين: تم التلميح إلى أن الاصطدام الثالث ومشروع واسطة البشرية قد بدآ أو حتى انتهيا، ولكن الحلقات تركز بشكل كبير على سيكولوجيا الشخصيات، مما ترك الأحداث الحقيقية غير واضحة. عنيت نهاية إيفانجيليون كاستبدال أو استكمال للحلقتين الأصليتين 25 و26، من أجل شرح أوضح لنهاية المسلسل.

## الحلقات
لكل حلقة عنوانان: الأول هو العنوان الياباني الأصلي، والثاني هو عنوان إنجليزي اختير من قبل الاستوديو الياباني غايناكس نفسه. في الغالب، الترجمة المباشرة للعنوان الياباني ليست نفس العنوان الإنجليزي الرسمي الذي تم اختياره. على سبيل المثال، فإن الترجمة المباشرة للعنوان الياباني الأصلي للحلقة الثانية هو «سقف غير مألوف»، لكن العنوان الإنجليزي المختار هو «الوحش». لكن في بعض الأحيان، يكون العنوانان إما متشابهين أو نفسيهما تماماً، كما هو حال الحلقة 10 «غواص الصهارة». العديد من المسارات في مقاطع الصوت الأصلية مسماة إثر عناوين الحلقات الإنجليزية التي استخدمت فيها لأول مرة.
| رقم الحلقة | عنوان الحلقة | المخرج                                               | كاتب السيناريو              | تاريخ العرض الأصلي |
| --- | --- | ---------------------------------------------------- | --------------------------- | ------------------ |
| 01 | «هجوم الملاك (Angel Attack)» (هجوم الملاك (使徒、襲来 Shito, shūrai) | كازويا تسوروماكي                                     | هيدياكي أنّو                 | 4 أكتوبر 1995      |
| هذه السنة هي 2015، 15 سنة مضت على الاتصال الكارثي الأول مع كائنات غريبة تدعى ملائكة أدت إلى كارثة عالمية أشير إليها بالاصطدام الثاني، الذي أدى إلى فناء نصف الجنس البشري. من أجل حماية البشرية من هجومات الملائكة المستقبلية، أسست الأمم المتحدة منظمة نيرف في طوكيو-3 من أجل تطوير ميكا بيوميكانيكية تعرف باسم إيفانجيليون. الآن، ومع عودة الملائكة، فالإيفانجيليون لا يستطيع قيادتها إلا مراهقون مختارون في ال14. شينجي إيكاري، الابن المنفصل عن أبيه المسؤول عن نيرف، القائد غيندو إيكاري، وصل إلى طوكيو-3 وأجبر على قيادة إيفانجيليون الوحدة-01 لقتال الملاك، ساكييل، الذي يهاجم المدينة. | |                                                      |                             |                    |
| 02 | «الوحش (The Beast)» (سقف غير مألوف (見知らぬ、天井 Mishiranu, tenjō) | كازويا تسوروماكي                                     | هيدياكي أنّو يوجي إينوكيدو   | 10 أكتوبر 1995     |
| استيقظ شينجي في المستشفى، بدون أية ذكريات عن قتاله للملاك في الليلة السابقة. لم يرد والده أي شيء منه، لذا قررت مديرة العمليات في نيرف، العقيد ميساتو كاتسراغي، أن تصبح حارسته الشرعية. بعد استقراره للعيش مع ميساتو، استرد شينجي ذكريات المعركة الجنونية. | |                                                      |                             |                    |
| 03 | «طالب منتقل (A Transfer)» (الهاتف الذي لا يرن (鳴らない、電話 Naranai, denwa) | هيرويوكي إيشيدو                                      | هيدياكي أنّو أكيو ساتسوكاوا  | 18 أكتوبر 1995     |
| بدأ شينجي بالذهاب إلى مدرسة في طوكيو-3، حيث التقى بزملائه توجي سوزوهارا، وكنسكي أيدا، وهيكاري هوراكي. توجي غاضب على شينجي لأن أخته الصغرى أصيبت بشكل خطير في قتاله الأول مع الملاك ساكييل. ملاك آخر، شامشيل، ظهر وعلى شينجي أن يهزمه. دُفع شينجي إلى أقصى حدوده النفسية خلال المعركة، ثائراً خلال الثواني الأخيرة، مشتبكاً مع الملاك في معركة قريبة وقضى عليه. بعد ذلك، صُدم شينجي بسبب المشاعر التي عاناها أثناء المعركة. | |                                                      |                             |                    |
| 04 | «معضلة القنفذ (Hedgehog's Dilemma)» (مطر، وبعد الهرب بعيداً (雨、逃げ出した後 Ame, nigedashita ato)                                                                                             | تسويوشي كاغا                                         | أكيو ساتسوكاوا              | 25 أكتوبر 1995     |
| بسبب الضغط الشديد الذي يتعرض له كونه قائد إيفانجيليون، ومن أحداث المعركة في الحلقة السابقة، وجداله مع ميساتو، هرب شينجي من منزله. أُمسك شينجي مرة أخرى من قبل نيرف، لكنه ترك قيادة الإيفا. في اللحظة الأخيرة، قرر شينجي ألا يغادر طوكيو-3 وأن يبقى قائداً للإيفا. | |                                                      |                             |                    |
| 05 | «ريه 1 (Rei I)» (ريه، ماوراء قلبها (レイ、心のむこうに Rei, kokoro no mukō ni) | كييتشي سوغياما                                       | هيدياكي أنّو أكيو ساتسوكاوا  | 1 نوفمبر 1995      |
| اكتملت إصلاحات إيفانجيليون الوحدة-00 بعد هيجانها في أحداث ما قبل بداية القصة. حاول شينجي أن يتعرف أكثر على قائدة الوحدة-00، ريه أيانامي، لكنه علم بأنها منعزلة للغاية، وليس لديها أصدقاء، وكل المعلومات عن ماضيها قد محيت. وصل الملاك الجديد والقوي، رامييل، كائن بشكل ثماني السطوح مع شعاع طاقة قوي كاد أن يقتل شينجي داخل الوحدة-01. | |                                                      |                             |                    |
| 06 | «ريه 2 (Rei II)» (معركة حاسمة في طوكيو-3 (決戦、第3新東京市 Kessen, daisan shin Tōkyō-shi) | هيرويوكي إيشيدو                                      | هيدياكي أنّو أكيو ساتسوكاوا  | 8 نوفمبر 1995      |
| بدأ الملاك رامييل بالحفر في الطبقات العليا من طوكيو-3 باتجاه مقر نيرف الموجود في الجيوفرونت. مع امتلاكه هجوماً شعاعياً قوياً وأقوى حقل A.T. تم التعرف عليه، فإن هجوماً قريباً من الإيفانجيليون سيؤدي إلى الفشل. ابتكرت خطة ("عملية ياشيما") حيث سيستعمل شينجي في الوحدة-01 مدفعاً بوزترونياً بدئياً لقنص رامييل من خارج دائرة إصابته، وذلك يتطلب كافة الطاقة الكهربائية من اليابان لأجل العمل، في حين تقوم ريه في الوحدة-00 بحمايته. (سميت حملة وطنية ترويجية لحفظ ومتابعة الطاقة الكهربائية إثر "عملية ياشيما" في استيقاظ زلزال وتسونامي توهوكو 2011.) | |                                                      |                             |                    |
| 07 | «عمل إنساني (A Human Work)» (عمل إنسان (人の造りしもの Hito no tsukurishimono) | كييتشي سوغياما                                       | هيدياكي أنّو يوجي إينوكيدو   | 15 نوفمبر 1995     |
| د. ريتسكو أكاغي، رئيس علماء نيرف، شرحت لشينجي أكثر عن طبيعة الحقيقة السرية عن الاصطدام الثاني، والملائكة، ومهمة الإيفانجيليون لهزيمتهم. بنت منظمة منافسة لنيرف آلياً عملاقاً نموذجياً، جت ألون، الذي عني كبديل للإيفانجيليون، ويحل محلها هذا النوع من الآليات. على عكس وحدات الإيفانجيليون، التي تعتمد على طاقة البطارية الخارجية أو المحدودة، فجت ألون يمتلك مفاعلاً نووياً مما يجعله قادراً على العمل بشكل غير محدود بدون الطاقة الخارجية. ولكن، في الاختبار العام الأول له، خرج جت ألون عن السيطرة وبدأ بالسير نحو مدينة قريبة منه مع خطر انهيار مفاعله النووي. أبقى شينجي داخل الوحدة-01 الآلي بعيداً في حين دخلت ميساتو إلى الآلي وأوقفت تشغيل المفاعل. | |                                                      |                             |                    |
| 08 | «أسكا تهاجم (Asuka Strikes)» (أسكا تصل إلى اليابان (アスカ、来日 Asuka, rainichi) | كازويا تسوروماكي                                     | هيدياكي أنّو يوجي إينوكيدو   | 22 نوفمبر 1995     |
| أحضرت ميساتو شينجي وصديقيه توجي وكنسكي في طائرة إلى مجموعة حاملات الطائرات التابعة للأمم المتحدة التي تقوم بنقل إيفانجيليون (ميكا)#إيفا الوحدة-02 | |                                                      |                             |                    |
| 09 | «كلاكما، ارقصا كأنكما تريدان الفوز (Both of You, Dance Like You Want to Win)» (وحدا القلبين للحظات (瞬間、心、重ねて Shunkan, kokoro, kasanete)                                                | سيجي ميزشيما                                         | هيدياكي أنّو أكيو ساتسوكاوا  | 29 نوفمبر 1995     |
| انتقلت أسكا إلى شقة شينجي وميساتو. مع تأقلم أسكا مع اليابان، هاجم الملاك إسرافيل. بعد هزيمته الظاهرية، انقسم إسرافيل إلى نسختين متطابقتين وهزم كلاً من الوحدتين 01 و02. بعد هزيمتهما، استلمت الأمم المتحدة قيادة المعركة بإلقاء قنبلة N² على الملاك، معطلة إياه بشكل مؤقت ومعطية نيرف مدة ستة أيام للعثور على طريقة لهزيمته. اكتشفت نيرف أن كلاً من نسختي الملاك يجب هزيمتهما معاً في نفس الوقت، لذا وضعت ميساتو شينجي وأسكا في حمية تدريبية حيث سيقضيان أكثر مدة ممكنة معاً من أجل توافق حركاتهما لإنجاح هجوم مزدوج متناسق مضبوط على روتين رقص مؤقت. في البداية، لم يكن شينجي وميساتو متوافقين على الفكرة، وكان التدريب في بدايته مخفقاً. مع ذلك، استطاع شينجي وأسكا النجاح في التدريب على أفضل وجه تقريباً، واستطاعا تدمير الملاك. | |                                                      |                             |                    |
| 10 | «غواص الصهارة (Magma Diver)» (غواص الصهارة (マグマダイバー Magumadaibā) | تسويوشي كاغا كيرويوكي إيشيدو                         | هيدياكي أنّو أكيو ساتسوكاوا  | 6 ديسمبر 1995      |
| قواد الإيفانجيليون (باسثناء ريه) متحمسون عن رحلتهم المدرسية إلى أوكيناوا، ولكن أسكا وشينجي تفاجآ لمعرفتهما بأنهما غير قادرين على مغادرة طوكيو-3، حيث يجب أن يكونا في وضع الاستعداد في حالة هجوم ملاك. اكتُشِف الملاك النائم، ساندالفون، في مرحلته الجنينية في داخل صهارة بركان نشط، وفي أمل الحصول على معلومات أكثر عن الملائكة، أرسلت أسكا للإمساك به بإنزال الوحدة-02 داخل الصهارة، مع إلباس الوحدة-02 بدلة مبردة ضخمة خاصة لحمايتها. لكن الملاك استيقظ قبل وقته المتوقع وتطور إلى مرحلته البالغة، مجبراً أسكا على قتاله مع كونها في الأعماق وراء سطح الماغما. | |                                                      |                             |                    |
| 11 | «اليوم الذي سكنت فيه طوكيو-3 (The Day Tokyo-3 Stood Still)» (في وسط الظلام (静止した闇の中で Seishishita yami no naka de)                                                                      | تاتسويا واتانابي                                     | هيدياكي أنّو يوجي إينوكيدو   | 13 ديسمبر 1995     |
| انقطعت الطاقة الكهربائية عن طوكيو-3 بسبب تخريب من قبل جماعة مجهولة، محتجزة معظم موظفي نيرف بالداخل، والأسوأ من ذلك، أن قواد الإيفانجيليون محتجزون خارج المقر. ظهر ملاك جديد، ماتارايل، وبدأ بحرق طريقه نحو مقر نيرف باستخدام هجوم حمضي مذيب، وعلى كل من هم في مقر نيرف أن العمل بشدة لتشغيل الإيفانجيليون، في حين يحاول القواد شق طريقهم نحو الدوغما المركزية خلال متاهة من الممرات وفتحات الهواء المغلقة. قاد الأولاد الإيفانجيليون وذهبوا لمقاتلة الملاك. بعد المرور بممرات ومعابر أخرى، واجهوا الملاك وجهاً لوجه. حمت أسكا شينجي وريه من حمض الملاك المذيب، في حين يحاول القائدان الآخران استرجاع سلاح شينجي. استعمل شينجي سلاحه بعد ذلك لتدمير الملاك. | |                                                      |                             |                    |
| 12 | «قالت، 'لا تجعلي الآخرين يعانون من أجل كراهيتك الشخصية' (She said, 'Don't make others suffer for your personal hatred.')» (قيمة المعجزة هي (奇跡の価値は Kiseki no kachi wa)                   | هيرويوكي إيشيدو                                      | هيدياكي أنّو أكيو ساتسوكاوا  | 20 ديسمبر 1995     |
| ظهر الملاك العملاق، ساهاكوييل، في مدار الأرض، خارج مدى الإيفانجيليون، وكان استعمال قنابل N² عليه بلا جدوى. هاجم الملاك في البداية بإلقاء قطع صغيرة منه على الأرض، محسناً تسديده: متى ما ركز على طوكيو-3، فإن جسد ساهاكوييل بأكمله سيسقط على الأرض في هجوم كاميكازي ضخم من أجل تدمير طوكيو-3. أرسلت الإيفانجيليون الثلاث معاً في سباق للوصول إلى الملاك قبل أن يصطدم بالأرض، وإبقائه بعيداً عن الأرض بواسطة حقول A.T. الخاصة بالإيفا، ومن ثم تدميره. | |                                                      |                             |                    |
| 13 | «المتطفل القزم (Lilliputian Hitcher)» (غزو الملاك (使徒、侵入 Shito, shinnyū) | تنساي أوكامرا                                        | هيدياكي أنّو ميتسوو إسو      | 27 ديسمبر 1995     |
| خضع قواد الإيفانجيليون لاختبار توافق تديره ريتسكو في مقر نيرف حين ظهر ملاك جديد، إرويل، داخل المقر نفسه، حيث تعرف عليه خطأ كتآكل. الملاك في الحقيقة مجموعة من الملايين من الكائنات المجهرية، التي تقوم بالتكيف لخلق دائرة حاسوبية بيولوجية حية. أصاب إرويل شبكة حاسوب نيرف، ثم تسلل إلى اثنين من حواسيب ماغي العملاقة التي تتحكم بالمقر قبل أن تضع ريتسكو جدار حماية لإبطاء تقدمه. حاول إرويل تفعيل التدمير الذاتي لمقر نيرف، الذي تطلب تصويت متفق عليه من الحواسيب الثلاثة. بالرغم من أن جدار الحماية أبطأ تقدمه، إلا أن إرويل بدأ بالاستيلاء على الحاسوب الثالث. ابتكرت ريتسكو خطة لاستعمال القدرة التكيفية السريعة للملاك ضده وإجباره على التطور إلى مرحلة الورم الحميد، ولكن عليها المسابقة لتنفيذ البرنامج قبل أن يسيطر عليه الملاك بالكامل. | |                                                      |                             |                    |
| 14 | «نسج قصة (Weaving a Story)» (سيلي، عرش الأرواح (ゼーレ、魂の座 Zēre, tamashii no za) | ماساهيكو أوتسكا كين أندو                             | هيدياكي أنّو                 | 3 يناير 1996       |
| الجزء الأول من الحلقة هو مقطع عرضي، في شكل تقرير مقدم إلى سيلي لمراجعة حركات غيندو، ملخصاً الموسم الأول من المسلسل والقصة حتى هذه النقطة. في الجزء الثاني من الحلقة، أجرت ريتسكو تجربة لمعرفة إمكانية استبدال ما بين قواد الإيفانجيليون التي يقودونها عادة. توافقت ريه مع الوحدة-01 بشكل جيد، لكن عندما حاول شينجي التوافق مع الوحدة-00، هاجت الوحدة-00 داخل المقر، في سلوك مشابه لاختبار التنشيط المخفق قبل وصول شينجي إلى طوكيو-3. كما حدث من قبل، هاجمت الوحدة-00 جناح المراقبة في حظيرة الإطلاق، محطمة النافذة. لكن ريه كانت واقفة أمام النافذة بدلاً من غيندو، كما هي الحال في الاختبار الأول. مما جعل ميساتو تتساءل إن كانت الوحدة-00 تحاول قتل ريه. في الوقت ذاته، شعرت ريتسكو بأنه الوحدة-00 حاول مهاجمتها هي. في نهاية الحلقة، استعملت ريه الوحدة-00 لإحضار رمح لونغينوس المستعاد من أنتاركتيكا إلى أعمق مستويات مقر نيرف، دوغما النهائية.                                                             | |                                                      |                             |                    |
| 15 | «أولئك النساء اللاتي يتطلعن إلى لمس شفاه الآخرين، ولذا دعون لقبلاتهن. (Those women longed for the touch of others' lips, and thus invited their kisses.)» (كذب وصمت (嘘と沈黙 Uso to chinmoku) | ناوياسو هابو                                         | هيدياكي أنّو أكيو ساتسوكاوا  | 10 يناير 1996      |
| بدأ كاجي تحقيقاته السرية عن أسرار نيرف السوداء، بعد أن ذهب هو، وميساتو وريتسكو إلى حفلة زفاف. أثناء ذلك، بقي شينجي وريه في الفصل من أجل التنظيف في حين ذهبت أسكا في موعد متهور. التقى شينجي بغيندو عند قبر والدته. في تلك الليلة، في شقة ميساتو، قبّلت أسكا شينجي، حيث كانت على وشك أن تخنقه. اكتشفت ميساتو أن كاجي جاسوس، لكنه أظهر لها أن نيرف تخفي أشياء عنها. أظهر كاجي لميساتو ما يعتقد بأنه آدم، الملاك الأول، المحتجز في مقر نيرف. | |                                                      |                             |                    |
| 16 | «انقسام الثدي (Splitting of The Breast)» (في مرض حتى الموت، و... (死に至る病、そして Shi ni itaru yamai, soshite)                                                                              | كازويا تسوروماكي                                     | هيدياكي أنّو هيروشي ياماغتشي | 17 يناير 1996      |
| ظهر ملاك جديد وغريب الشكل، ليلييل، في السماء فوق طوكيو-3، في شكل جسم كروي أبيض وأسود. أُرسلت الإيفانجيليون الثلاث لمهاجمته، لكن هجوم شينجي كان بلا جدوى، وابتلع هو والوحدة-01 داخل ظل نامٍ ابتلع معظم المدينة. علمت ريتسكو بأن ليلييل يعيش في بعد أعلى من الحياة، الذي يمكن شرحه بواسطة الأفكار الرياضية. الظل على الأرض، الموصوف بكونه 600 متراً في القطر ولكن فقط ثلاثة نانومترات في السمك، هو جسم الملاك الحقيقي، وأن الجسم الكروي في السماء هو الظل الحقيقي. في مخاوف من كون الوحدة-01 قد فقدت بالكامل، قررت نيرف إلقاء قنابل N² المتبقية داخل الملاك، في أمل تدمير ليلييل بالرغم من أنها قد تقتل شينجي بسهولة. أثناء كونه محبوساً داخل ليلييل، مضى شينجي في رحلة نفسية استقرائية. مع نفاد بطارية الوحدة-01 وقرب انتهاء دعم الحياة داخل الإيفا، سقط شينجي مغشياً عليه، وامتدت ذراعان مضيئتان نحوه لاحتضانه. خارج ليلييل، شاهد كل من ريتسكو وميساتو الوحدة-01 تشق طريقها بوحشية خارج ظل ليلييل، وبذلك قضت عليه. | |                                                      |                             |                    |
| 17 | «الولد الرابع (Fourth Children)» (الولد الرابع (四人目の適格者 Yoninme no tekikakusha) | مينورو أوهارا                                        | هيدياكي أنّو شينجي هيغوتشي   | 24 يناير 1996      |
| صدمت كارثة غير متوقعة عندما اختفى نيرف-02، قاعدة نيرف الفرعية في نيفادا، بشكل غامض في ومضة، مسببة خسارة كل شيء في قطر تسعة وثمانين كيلومتر وآلاف الناس. تزامن الحادث مع تثبيت محرك S²، القادر على إعطاء الإيفانجيليون مصدر طاقة غير محدود، في إيفانجيليون الوحدة-04، واحدة من الإيفانجيليون الاثنتين الجديدتين اللتين انتهي من بنائهما في الولايات المتحدة. في هلع بعد الحادث الذي أصاب الوحدة-04، أصرت حكومة الولايات المتحدة على أن تزال إيفانجيليون الوحدة-03، التي بنيت في نيرف-01، فرع نيرف الأول في ماساتشوستس، من أرضها بأسرع ما يمكن. مع قرب وصول الوحدة-03 إلى اليابان، صار توجي سوزوهارا قائدها الجديد. | |                                                      |                             |                    |
| 18 | «التناقض (Ambivalence)» (اختيار الحياة (命の選択を Inochi no sentaku o) | تنساي أوكامرا                                        | هيدياكي أنّو شينجي هيغوتشي   | 31 يناير 1996      |
| الوحدة-03، التي نقلت من الولايات المتحدة إلى اليابان بواسطة طائرة، طارت خلال ملاك مجهري في غطاء سحابة غريبة، مصيباً الوحدة-03. خلال اختبار التزامن الأول لتوجي، ثارت الوحدة-03 وتحولت إلى الملاك باردييل. مع امتلاكها كلا من قوة الملاك وشكل الإيفانجيليون، دمرت الوحدة-03 ملحقة الاختبار وتقدمت باتجاه طوكيو-3. أُرسلت الإيفانجيليون الثلاث لمواجهة باردييل، لكن الملاك انتصر بسرعة على الوحدتين 02 و00. على الرغم من أن شينجي لم يعلم بأن توجي محبوس داخل باردييل، إلا أنه رفض استخدام الوحدة-01 لمهاجمته، مريداً أن ينقذ قائد الوحدة. أثناء هجوم باردييل على الوحدة-01، أمر غيندو بقطع الاتصال بين شينجي والوحدة-01 وتفعيل نظام القائد الآلي في القابس الوهمي. تحت سيطرة القابس الوهمي، هاجمت الوحدة-01 باردييل بشكل وحشي، ممزقة الإيفانجيلون المسيطر عليها إرباً وساحقة قابس إدخالها. بعد المعركة، شينجي المحطم مشاعرياً بالفعل ذعر بشكل أكبر عندما رأى توجي يحمل من حطام قابس الإدخال.                        | |                                                      |                             |                    |
| 19 | «الاستدماج (Introjection)» (معركة رجل (男の戰い Otoko no tatakai) | ماسايوكي                                             | هيدياكي أنّو أكيو ساتسوكاوا  | 7 فبراير 1996      |
| شينجي، المذعور والمحطم مشاعرياً بسبب القتال بين الوحدة-01 وباردييل ومشاهدته لتوجي بين حياة وموت، وكذلك عدم اكتراث غيندو بما حدث، غادر نيرف للمرة الثانية. لكن، مع مغادرته لطوكيو-3، ظهر الملاك زيرويل وهزم الإيفانجيليون الأخريين بسهولة. بعد تحدثه مع كاجي، عاد شينجي إلى نيرف قبل اختراق الملاك لمقر نيرف واشتبك مع الملاك في الوحدة-01. نجح الملاك في البداية في هزيمة الوحدة-01 مع نفاد بطاريتها وفجر درع صدر الإيفانجيليون، كاشف عن نواة مشابهة لنواة الملاك. أثناء مهاجمة الملاك لنواة الوحدة-01، التمس شينجي من الوحدة-01 العودة إلى العمل مرة أخرى. هاجت الوحدة-01، واشتبكت مع الملاك من جديد وهزمته، ثم مزقته إرباً وأكلت جثته، مبتلعة محرك S² أثناء ذلك. | |                                                      |                             |                    |
| 20 | «نسج قصة 2: المرحلة الفموية (WEAVING A STORY: oral stage)» (شكل القلب، شكل الإنسان (心のかたち 人のかたち Kokoro no katachi, hito no katachi)                                                  | ماساهيكو أوتسكا                                      | هيدياكي أنّو                 | 14 فبراير 1996     |
| أثناء ذروة القتال الهائل ضد الملاك زيرويل، وصل شينجي إلى نسبة توافق 400% مع الوحدة-01، بالرغم من كونه مستوى مستحيلاً. لكن، بسبب ذلك، اندمج شينجي مع الإيفانجيليون، وتحول جسده إلى LCL داخل قابس الإدخال. طوال مدة ثلاثين يوم، ومع بقاء الوحدة-01 مجمدة في حظيرة إقلاعها، ناضلت ريتسكو للإتيان بخطة لاسترجاع شينجي. أثناء ذلك، مضى وعي شينجي في أوديسة استقرائية أثناء اندماجه مع الوحدة-01 حيث اتصل مع روح والدته، يوي إيكاري. بعد تحدثه مع يوي، "ولد" شينجي من جديد من نواة الوحدة-01 المكشوف. في تلك الليلة، استأنف ميساتو وكاجي حبهما، الأمر الذي أزعج وأغضب ريتسكو. | |                                                      |                             |                    |
| 21 | «كان على علم بأنه لا يزال طفلاً (He was aware that he was still a child.)» (ولادة نيرف (ネルフ、誕生 Nerufu, tanjō)                                                                             | هيرويوكي إيشيدو (تلفزيون) شونجي سوزوكي (قص المخرج)   | هيدياكي أنّو أكيو ساتسوكاوا  | 21 فبراير 1996     |
| اختطف نائب القائد كوزو فويوتسكي واستجوب من قبل سيلي، الغاضبين لأنه في المعركة السابقة ابتلعت الوحدة-01 محرك S² من ملاك إلى جسدها، وصارت غير محتاجة إلى مصدر طاقة خارجي ويمكنها العمل بشكل غير محدود. أثناء ذلك، انشق كاجي عن المنظمتين، نيرف وسيلي، لمعرفة الحقيقة وراء نيرف. أثناء استجواب فويوتسكي من قبل سيلي، استعاد فويوتسكي ذكرياته منذ التقى بيوي وغيندو، والأحداث المظلمة المحيطة بالاصطدام الثاني، وكيف ولد كل من نيرف والإيفانجيليون. أظهرت مشاهد أخرى تاريخ كل من ميساتو، وريستكو وريه. | |                                                      |                             |                    |
| 22 | «لا تكن (Don't be.)» (على الأقل، كن إنساناً (せめて、人間らしく Semete, ningen rashiku) | أكيرا تاكامرا (تلفزيون) كازويا تسوروماكي (قص المخرج) | هيدياكي أنّو هيروشي ياماغتشي | 28 فبراير 1996     |
| بعد هزيمتها مرة أخرى على يد ملاك، تواصل انخفاض نسبة توافق أسكا مع الإيفا، مؤثرة على قدرتها على قيادة الوحدة-02. أظهرت مشاهد استرجاعية طفولة أسكا المأساوية، التي شكلت شخصيتها المتكبرة الحالية. ظهرت ملاك جديد، أرايل في مدار الأرض، خارج مدى أية أسلحة أرضية، بما فيها الإيفانجيليون. أخبرت أسكا بأنها ستكون داعمة ريه في مواجهة الملاك. غاضبة، خرجت أسكا في الوحدة-02 وواجهت أرايل بمفردها. لكن أرايل استخدم هجوماً خاطرياً أجبر أسكا على تذكر أحداث صادمة من ماضيها، مسبباً ألماً نفسياً فقدت بسببه أسكا توافقها مع الوحدة-02 بالكامل. أمر غيندو ريه باسترجاع رمح لونغينوس واستعماله ضد الملاك. نجح الرمح في اختراق حقل A.T. الخاص بأرايل وتدميره، لكن الرمح تجاوز سرعة الإفلات ودخل المدار القمري. غضبت أسكا مرة أخرى لهزيمتها، ومما جعل ذلك أسوأ كراهيتها لريه. | |                                                      |                             |                    |
| 23 | «ريه 3 (Rei III)» (دموع (涙 Namida) | شويتشي ماسوو (تلفزيون) ماسايوكي (قص المخرج)          | هيدياكي أنّو هيروشي ياماغتشي | 6 مارس 1996        |
| مما تبع هجوم الملاك السابق على عقلها، غرقت أسكا في بحر الاكتئاب. هاجم الملاك التالي، أرميسايل، وحاول الاندماج مع الوحدة-00، مسبباً اتصاله مع عقل ريه، كما فعل الملائكة السابقون مع شينجي وأسكا. من أجل شينجي، قامت ريه بتفعيل التدمير الذاتي للوحدة-00 من أجل تدمير أرميسايل. اتضح أن ريه "نجت" بعد موتها المفترض. أجبرت ميساتو ريتسكو أن تخبرها، وكذلك شينجي، عن أسرار نيرف المظلمة وكذلك حقيقة ريه. | |                                                      |                             |                    |
| 24 | «البداية والنهاية، أو قرع باب الجنة (The Beginning and the End, or 'Knockin' on Heaven's Door')» (الرسول الأخير (最後のシ者 Saigo no shisha)                                                   | شويتشي ماسوو (تلفزيون) ماسايوكي (قص المخرج)          | هيدياكي أنّو أكيو ساتسوكاوا  | 13 مارس 1996       |
| مع نمو اكتئاب أسكا ووصولها إلى الإصابة بالجامود، أرسلت سيلي كاورو ناغيسا إلى نيرف من أجل جعله قائداً بديلاً للوحدة-02. في البداية، ارتبط شينجي بكاورو وصارا صديقين بسرعة. ولكن، اكتشف في وقت قريب أن كاورو هو في الحقيقة هو الملاك الأخير وقد أرسل للاندماج مع آدم في دوغما النهائية في المستويات الدنيا من مقر نيرف. اختطف كاورو الوحدة-02، واشتبك شينجي معه في الوحدة-01 في قتال عنيف أثناء سقوط حر مع هبوطهما نحو دوغما النهائية. وصل كاورو إلى الملاك الموجود في دوغما النهائية مع هزيمة شينجي للوحدة-02، لكن كاورو أدرك أن الملاك المحتجز في دوغما النهائية ليس آدم بل ليليث. بعد إدراكه بأن ذلك ما كان من أجله، التمس كاورو من شينجي أن يقتله لمنع الإنسانية من الدمار. تردد شينجي، لكنه قتل كاورو في النهاية. بعد ذلك، بعد صدمه بأحداث اليوم، حاول شينجي التحدث مع ميساتو، لكنها مشغولة بمشاكلها حتى تكون تعزية له.                                                                                      | |                                                      |                             |                    |
| 25 | «هل تحبني؟ (Do you love me?)» (العالم الذي ينتهي (終わる世界 Owaru Sekai) | كازويا تسوروماكي                                     | هيدياكي أنّو                 | 20 مارس 1996       |
| بدأ مشروع واسطة البشرية، دامجاً أرواح البشر في كيان واحد. شينجي، وريه، وأسكا وميساتو يناضلون مع أسباب للعيش. اكتشف شينجي أنه صنع حياة منفردة له وحده، عالماً يعيش فيه لوحده. | |                                                      |                             |                    |
| 26 | «اعتنِ بنفسك (Take care of yourself.)» (الوحش الذي صرخت "أنا" في قلب العالم (世界の中心でアイを叫んだけもの Sekai no chūshin de "ai" o sakenda kemono)                                          | ماسايوكي كازويا تسوروماكي                            | هيدياكي أنّو                 | 27 مارس 1996       |
| استكمل مشروع واسطة البشرية حيث يحاول البشر إكمال وجودهم. يتابع شينجي نضاله مع اصطدام حياته الشخصية، وعرض في النهاية عالماً (يشبه قصة مدرسة متوسطة كوميدية مرحة) حيث لا يكون فيه قائد إيفانجيليون. شينجي، الذي فهم أن حياة ليست ثابتة، دمر الصدفة الحاصرة التي بناها حول نفسه. التقى بعد ذلك بكل الشخصيات الأخرى من المسلسل، الذين صفقوا له وهنؤوه، وهو، كرد لهم، شكرهم جميعاً. | |                                                      |                             |                    |

### النهاية المكملة
| رقم الحلقة | عنوان الحلقة                                                                                                | المخرج           | كاتب السيناريو | تاريخ العرض المسرحي الأصلي |
| --- | --- | ---------------- | -------------- | -------------------------- |
| 25' | «الحب مدمر (Love is Destructive)» (الهواء (エア Ea)                                                         | كازويا تسوروماكي | هيدياكي أنّو    | 19 يوليو 1997              |
| النصف الأول من نهاية إيفانجيليون، الذي عني كنهاية بديلة للمسلسل، في إكمال أو استبدال للحلقتين الأصليتين 25 و26. مع هزيمة الملائكة، كسر القائد غيندو إيكاري وسيلي علاقتهما وحاول غيندو بدأ الاصطدام الثالث مع ريه والملاك ليليث في دوغما النهائية. أمرت سيلي قوات الدفاع الاستراتيجية اليابانية (JSSDF) بمهاجمة طوكيو-3 ومقر نيرف، وبلغ ذلك ذروته في نسف طوكيو-3 بقنبلة N². استعملت أسكا الوحدة-02 لصد هجوم الـJSSDF عن نيرف، الأمر الذي حث سيلي على المقابلة بإرسال الوحدات التسع المكتملة من إيفانجيليون الإنتاج المتسلسل، الوحدات 05 حتى 13، لقتال الوحدة-02. أثناء ذلك، أنقذت ميساتو شينجي من جنود الـJSSDF، وأحضرته سالماً إلى الوحدة-01، لكنها أصيبت بشكل قاتل. حاولت ريتسكو بدأ التدمير الذاتي لمقر نيرف كانتقامها من غيندو، لكن ذلك لم يعمل، ثم أصابها غيندو بطلقة قاتلة. في معركة حامية مثيرة، استطاعت أسكا المستيقظة من الجامود أن تهزم وحدات الإيفا التسع، لكن بطارية الوحدة-02 نفذت، وعادت وحدات الإيفا التسع إلى العمل بسبب محركات S² المركبة داخلها. بدأت وحدات إيفانجيليون الإنتاج المتسلسل بتمزيق الوحدة-02. غادر شينجي الجيوفرونت في الوحدة-01 و، بعد رؤية بقايا الوحدة-02، فقد كل قدرته العقلية. | |                  |                |                            |
| 26' | «أخير آخر: أنا أحتاجك (ONE MORE FINAL: I need you.)» (قلبي الخالص لك (まごころを、君に Magokoro o, kimi ni) | هيدياكي أنّو      | هيدياكي أنّو    | 19 يوليو 1997              |
| النصف الثاني من نهاية إيفانجيليون، الذي عني كنهاية بديلة للمسلسل، في إكمال أو استبدال للحلقتين الأصليتين 25 و26. بدأ غيندو الاصطدام الثالث مع ريه، لكنها رفضته واندمجت مع ليليث. صلبت إيفانجيليون الإنتاج المتسلسل الوحدة-01 بنسخ رمح لونغينوس الخاص بهم، وتمركزت الوحدات حول الكائن ريه/ليليث مكونين حقل A.T. مضاد انتشر على العالم كله، معيداً جميع البشر إلى LCL، مندمجين في كائن خارق مع اندماج الأرواح مع بعضها. في مشهد فواقعي (حيث يتخيل شينجي نفسه في سيناريوهات مختلفة متفاعلاً مع كل الذين يعرفهم ويهتم لأمرهم خلال الفترة التي كان فيها قائد إيفا)، اختبر شينجي معنى حياته مع ريه وما الذي يريده هو، وبعد التحدث مع روح والدته في إيفا-01، قرر شينجي أن يرفض الإكمال، قابلاً العيش المنفرد مع إمكانية الألم فضلاً عن فقدان الهوية الغير مؤلم. أُخبر شينجي بأن كل الكائنات الحية ستمتلك الخيار للعودة إلى العيش المنفرد، إذا تذكروه. مات الكائن ريه/ليليث ووحدات الإنتاج المتسلسل. في النهاية، استيقظ شينجي على شاطئ بحر LCL، الذي تكون على الأرض، ووجد أسكا مستلقية بجانبه، حية بشكل غير متوقع، غطيت إصاباتها في معركتها مع وحدات الإنتاج المتسلسل بالضمادات. شينجي، الذي لا يزال في حالته النفسية المنكسرة، بدأ بخنق أسكا المغمي عليها ظاهراً، لكن توقف عندما مسحت أسكا وجهه بلطف بدلاً من مقاومته. بسبب فعل أسكا، رجعت شينجي إلى حواسه، وانكسر بالبكاء. نظرت أسكا إلى شينجي الباكي بعينها السليمة وتمتمت بصوت ضعيف "يالقرف". انتهت القصة عند هذه النقطة، مع ظهور رسالة "النهاية" في أسفل الشاشة، تاركة مصير شينجي، وأسكا وبقية البشرية بدون حل. | |                  |                |                            |

## الاستقبال
في حين تلقى المسلسل بأكمله اهتماماً كبيراً، حصلت بعض الحلقات بمفردها على المديح واستلمت الجوائز من حين لآخر.

### أنيميج: جوائز الجائزة الكبرى للأنمي
الحلقات التالية حصلت على مراكزها في الجائزة الكبرى للأنمي، أقيمت مسابقة اختيار القراء السنوية باستضافة مجلة أنيميج. في المسابقة السنوية التاسعة عشرة للجائزة الكبرى للأنمي في أنيميج (يونيو 1996)، المجلد 228، أقيمت بعد انتهاء العرض الأصلي بفترة قصيرة.
| م. | العنوان                                                              | عدد الأصوات | رقم الحلقة. |
| -- | -------------------------------------------------------------------- | ----------- | ----------- |
| 1  | "بداية النهاية، أو "قرع باب الجنة""                                  | 623         | 24          |
| 2  | "اعتنِ بنفسك."                                                        | 579         | 26          |
| 4  | "الاستدماج"                                                          | 556         | 19          |
| 6  | "ريه III"                                                            | 279         | 23          |
| 13 | "التناقض"                                                            | 129         | 18          |
| 16 | "انقسام الثدي"                                                       | 111         | 16          |
| 18 | "نسج قصة 2: المرحلة الفموية"                                         | 93          | 20          |
| 20 | "قالت، 'لا تجعلي الآخرين يعانون من أجل كراهيتك الشخصية.'"            | 81          | 12          |
| 21 | "لا تكن."                                                            | 69          | 22          |
| 23 | "المتطفل القزم"                                                      | 68          | 13          |
| 26 | "اليوم الذي سكنت فيه طوكيو-3"                                        | 64          | 11          |
| 31 | "غواص الصهارة"                                                       | 52          | 10          |
| 36 | "كان على علم بأنه لا يزال طفلاً."                                     | 41          | 21          |
| 38 | "هل تحبني؟"                                                          | 38          | 25          |
| 41 | "الولد الرابع"                                                       | 33          | 17          |
| 49 | "أولئك النساء اللاتي يتطلعن إلى لمس شفاء الآخرين، لذا دعون قبلاتهن." | 28          | 15          |
| 74 | "نسج قصة"                                                            | 20          | 14          |

ملاحظة:
- إيفانجيليون الحلقة 17 تعادلت مع اثنتين أخريين في المركز 41 بـ33 صوتاً.
- إيفانجيليون الحلقة 15 تعادلت مع ثلاث أخريات في المركز 49 بـ28 صوتاً.
- إيفانجيليون الحلقة 14 تعادلت مع اثنتين أخريين في المركز 74 بـ20 صوتاً.